# Laelia uniformis
Laelia uniformis är en fjärilsart som beskrevs av George Francis Hampson 1891. Laelia uniformis ingår i släktet Laelia och familjen tofsspinnare. Inga underarter finns listade i Catalogue of Life.